# لين سميث (لاعب دوري الرغبي)
لين سميث (بالإنجليزية: Len Smith)‏ هو لاعب دوري الرغبي أسترالي، ولد في 25 مارس 1918 في بادينغتون ‏ في أستراليا، وتوفي في 26 أبريل 2000 في Bexley North, New South Wales ‏ في أستراليا.